# Wiesbaden
Wiesbaden är en kretsfri stad och huvudstad i det tyska förbundslandet Hessen och har cirka 290 000 invånare. Närmaste stad är Mainz, som ligger på den motsatta sidan av floden Rhen, medan Frankfurt am Main är beläget 30 kilometer österut. Wiesbaden är tillsammans med Frankfurt huvudort för storstadsområdet Rhen-Main, med totalt 4 miljoner invånare. Staden är känd som kurort. Med sitt läge vid den södra kanten av Taunus, är det en populär kur- och turistort med badhotell och kasino. I staden finns bland annat ett termalbad som har fått namnet Kaiser-Friedrich-Therme.
Genom sin roll som förbundslandshuvudstad präglas Wiesbaden av tjänsteproduktion. Där har förbundsregeringen förlagt Bundeskriminalamt – Förbundskriminalämbetet – och Statistisches Bundesamt – Statistiska centralbyrån. Dessutom ligger Hessens kriminalstyrelse i staden. Tillverkningsindustrin har de senaste årtiondena stadigt minskat sin andel av förvärvsverksamheten och omfattar nu mindre än en tredjedel av denna. Sedan medeltiden har det i staden funnits varma kurbad som besökts av många kulturpersonligheter och än i dag är välbesökta.

## Geografi

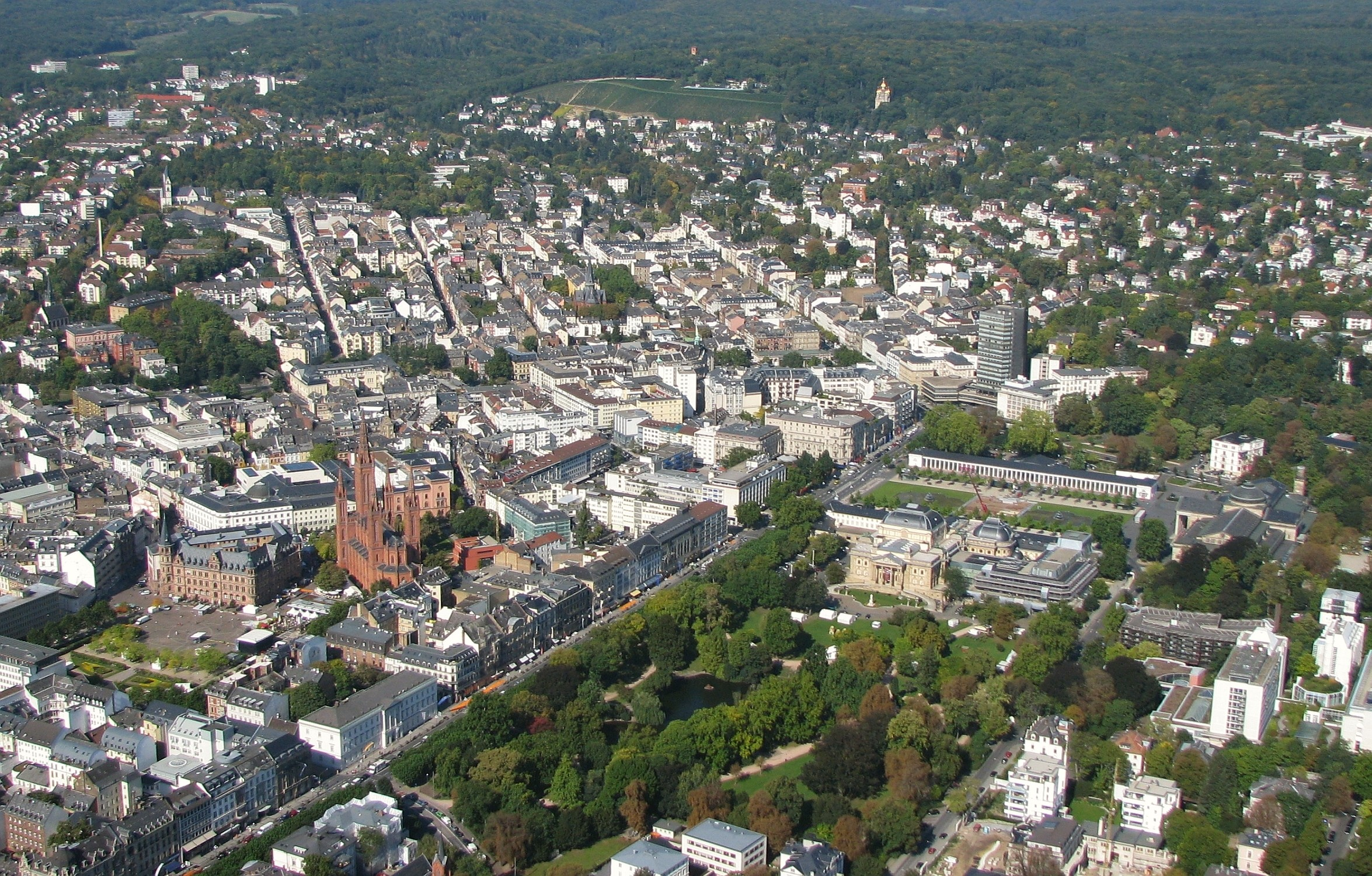
Vy över Wiesbaden

Wiesbaden ligger vid floden Rhen i sydvästra Tyskland, i regionen Rhen-Main-området och vid södra sidan av bergsområdet Taunus.
Den högsta punkten inom stadens administrativa område ligger 608 meter över havet och är belägen i nordöstra utkanten. Den lägsta punkten ligger 83 meter över havet, och ligger i södra delen av staden. Längden av stadsgränsen är 79 km. Den största bredden i nord-sydlig riktning är 17,6 km, och i öst-västlig riktning 19,7 km.

### Parker

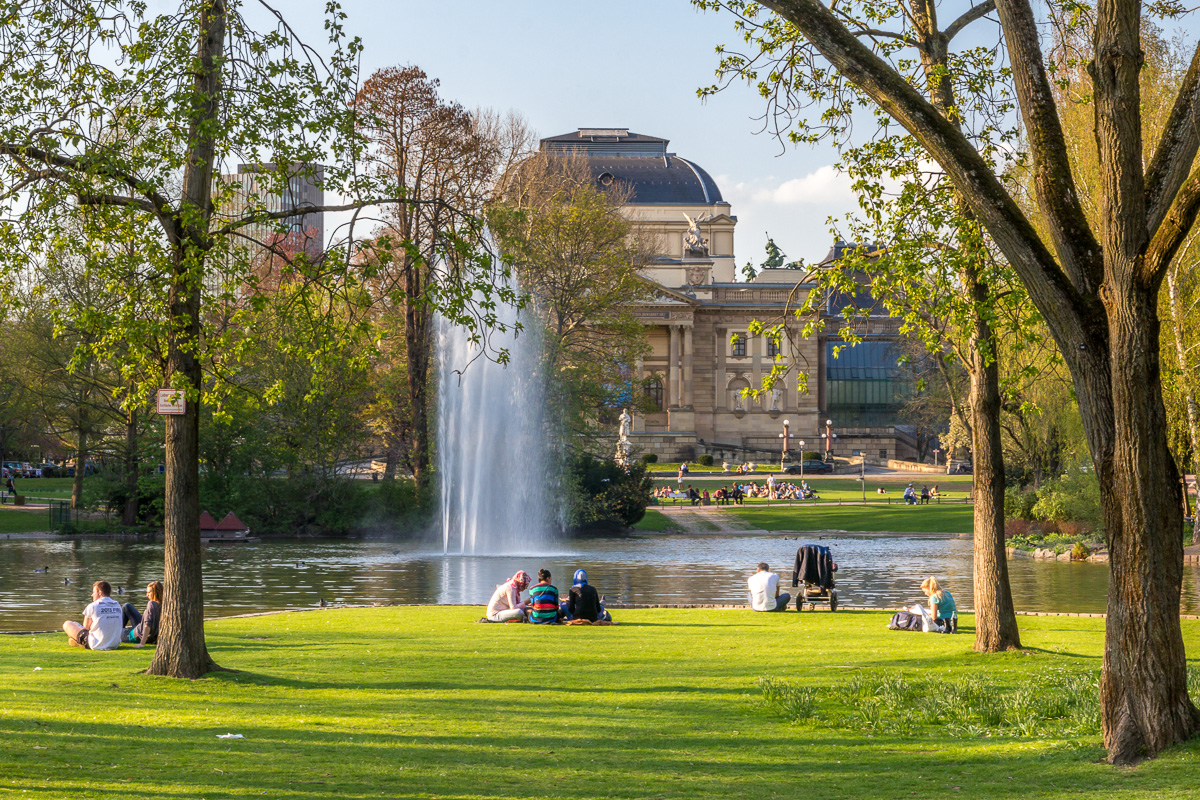
Parken Warmer Damm

I Wiesbadens innerstad finns flera parker, till exempel Kurpark, Warmer Damm, Dürerpark, Nerotalanlagen och Bowling Green.
Söder om innerstaden, vid floden Rhen i stadsdelen Biebrich, ligger den stora parken Schlosspark Biebrich och Biebrich slott.

### Klimat
Wiesbaden har ett tempererat maritimt klimat,[källa behövs] med relativt små temperaturskillnader mellan årstiderna och sällan extremt höga eller extremt låga temperaturer
|                                            | Jan | Feb | Mar | Apr | Maj | Jun | Jul | Aug | Sep | Okt | Nov | Dec |
| ------------------------------------------ | --- | --- | --- | --- | --- | --- | --- | --- | --- | --- | --- | --- |
| Normaldygnets maximitemperaturs medelvärde | 4   | 6   | 11  | 15  | 20  | 23  | 25  | 25  | 20  | 14  | 8   | 5   |
| Normaldygnets minimitemperaturs medelvärde | −1  | −1  | 2   | 5   | 9   | 12  | 14  | 14  | 11  | 7   | 3   | 1   |
|                                            |     |     |     |     |     |     |     |     |     |     |     |     |
| Nederbörd                                  | 48  | 41  | 46  | 41  | 55  | 68  | 66  | 63  | 49  | 49  | 57  | 55  |

| Diagram | temperaturer i °C • månadsnederbörd i mm | temperaturer i °C • månadsnederbörd i mm | temperaturer i °C • månadsnederbörd i mm | temperaturer i °C • månadsnederbörd i mm | temperaturer i °C • månadsnederbörd i mm | temperaturer i °C • månadsnederbörd i mm | temperaturer i °C • månadsnederbörd i mm | temperaturer i °C • månadsnederbörd i mm | temperaturer i °C • månadsnederbörd i mm | temperaturer i °C • månadsnederbörd i mm | temperaturer i °C • månadsnederbörd i mm | temperaturer i °C • månadsnederbörd i mm |
|         | 48 4 -1                                  | 41 6 -1                                  | 46 11 2                                  | 41 15 5                                  | 55 20 9                                  | 68 23 12                                 | 66 25 14                                 | 63 25 14                                 | 49 20 11                                 | 49 14 7                                  | 57 8 3                                   | 55 5 1                                   |

## Demografi idag
Med en befolkning på 273 000 under 2012, är Wiesbaden den näst största staden i Hessen, efter Frankfurt am Main. Staden anses vara en mångkulturell stad, eftersom den är hem till folk av 164 nationaliteter. Förutom den etniska tyska majoriteten, har staden ansenligt många invandrare från Turkiet, Italien, Kroatien, Serbien, Polen, Grekland, Marocko, Bosnien och Hercegovina, Spanien, Portugal och USA. Nästan 17 procent av Wiesbadens invånare är utländska medborgare.
Wiesbaden har varit en storstad (i Tyskland en stad med minst 100 000 invånare per definition) sedan 1905. Efter kriget, i slutet av år 1945 hade antalet knappast förändrats till 172 000 (före kriget hade Wiesbaden 170 000 invånare).
Arbetslösheten var i mars 2013 7,6 procent.[källa behövs]

## Administrativ indelning

Wiesbadens stadsdelar

Wiesbaden är uppdelad i 26 stadsdelar. Under perioden från 1926 och framåt växte dock Wiesaden starkt till ytan i och med att fler och fler intilliggande byar och städer gick samman med Wiesbaden. De största områdestillökningarna kom 1926 och 1928, då bland annat staden Biebrich blev en del av Wiesbaden. Den sista expansionen ägde rum 1977, då orterna Auringen, Breckenheim, Medenbach, Naurod och Nordenstadt blev stadsdelar.
Den till ytan största stadsdelen är Nordost med sina 19,44 km². Den minsta stadsdelen är Westend som bara är 0,67 km² stor. Flest invånare har Biebrich (37 617 personer) och Heßloch har minst invånare (678 personer). Rambach har den lägsta befolkningstätheten (bara 219 invånare/km²). Högst befolkningstäthet har Westend med 25 645 invånare/km².

### Stadsdelar
Wiesbaden är indelat i 26 stadsdelar (Ortsbezirke): 
| - Auringen - Biebrich - Bierstadt - Breckenheim - Delkenheim - Dotzheim - Erbenheim - Frauenstein - Heßloch - Igstadt - Klarenthal - Kloppenheim - Mainz-Amöneburg | - Mainz-Kastel - Mainz-Kostheim - Medenbach - Mitte - Naurod - Nordenstadt - Nordost - Rambach - Rheingauviertel - Schierstein - Sonnenberg - Südost - Westend |

## Historia

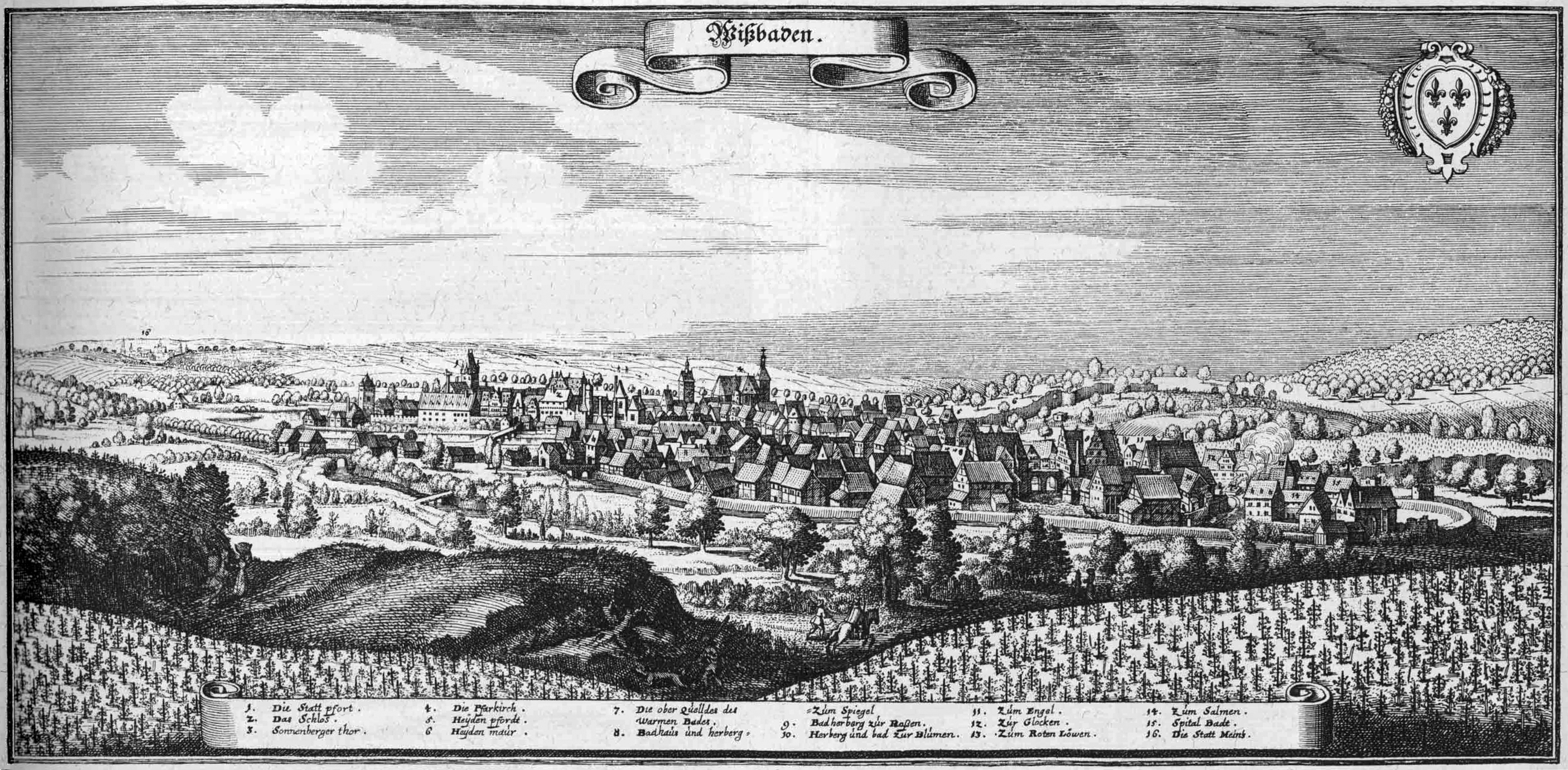
Karta över Wiesbaden 1655.

De första spåren på bosättning i området är från den yngre stenåldern. År 6 e.Kr. byggdes en romersk befästning på platsen.
Platsen blev av romarna känd för sina termalkällor och kallades Aquae Mattiacae eller Aquae Mattiacorum. Under 100-talet växte en civil bosättning fram på platsen. Från 300-talet omgavs Wiesbaden av en stadsmur.
Den erövrades 260 av den germanska stammen Alemannerna, som senare i förbund med romarna skötte gränsförsvaret i området.
842 låg en frankisk kungsgård med namnet Wisibada på platsen.
År 1242 erövrade ärkebiskopen av Mainz staden och brände ned den till grunden. År 1270 återtog grevskapet Nassau området, och 1329 får den återupprättade staden myntutgivningsrätt.
Från 1744 var Wiesbaden huvudstad i Nassau-Usingen, från 1806 blir Wiesbaden huvudstad för Hertigdömet Nassau.
Efter första världskriget blev staden först ockuperad av franska trupper, och 1921 undertecknades här överenskommelsen om det tyska skadeståndet till Frankrike. Den brittiska Rhen-armén hade därefter Wiesbaden som förläggningsort fram till ockupationstruppernas uttåg ur Rhenlandet 1930. Efter andra världskriget var Wiesbaden högkvarter för den amerikanska ockupationsmakten. General Dwight D Eisenhower bildade ett Stor-Hessen, som senare vid upprättandet av förbundsrepubliken betecknas Bundesland Hessen med Wiesbaden som huvudstad.

## Sevärdheter
I centrum vid torget Schloßplatz (eller Schlossplatz) finns Wiesbadens rådhus i nyrenässans, samt Wiesbadens stadsslott och den nygotiska Marktkirche. Vid gatan Wilhelmstraße väster om centrum ligger Kurhaus med konferensanläggning och kasino, teatern Hessisches Staatstheater Wiesbaden, Erbprinzenpalais och parkerna Bowling Green, Warmer Damm och Kurpark. I centrum finns bland annat kyrkorna St. Bonifatius Kirche, Ringkirche, Bergkirche, Dreifaltigkeitskirche och Lutherkirche. På Neroberg ligger Ryska kyrkan och en bassäng, Opelbad. Bergbanan Nerobergbahn förbinder Nerotal med Neroberg.

## Kommunikationer

### Kollektivtrafik

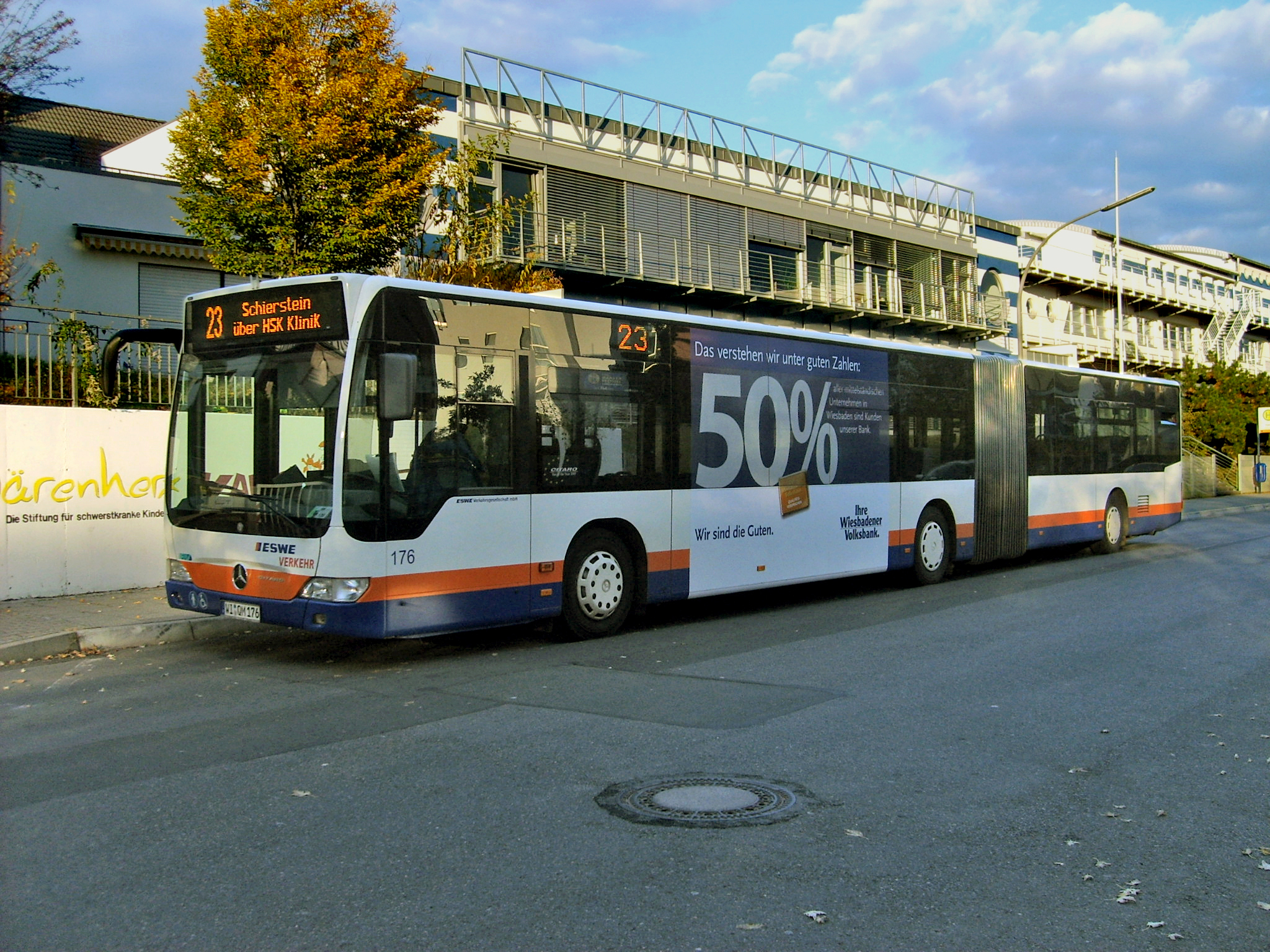
Buss i Wiesbaden.

Wiesbaden har en väl utbyggd kollektivtrafik. Pendeltågen drivs av S-Bahn Rhein-Main och ESWE driver bussar. Wiesbaden har 39 busslinjer.

### Järnväg

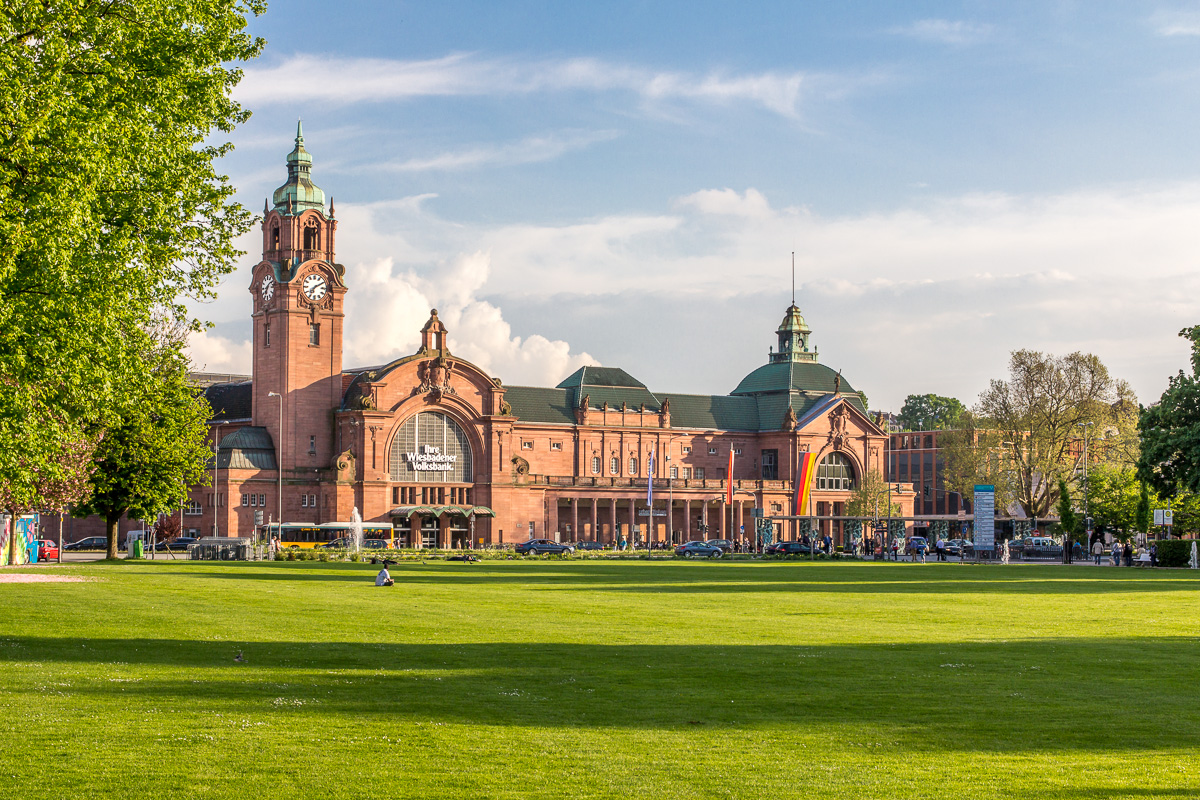
Centralstationen (Wiesbaden Hauptbahnhof).

Den största och viktigaste järnvägsstationen är Wiesbadens centralstation som stod klar 1906. 2004 inleddes en restaurering och utbyggnad. Andra stationer i Wiesbaden är Wiesbaden Ost, Mainz-Kastel, Biebrich, Schierstein, Igstadt, Erbenheim, Auringen-Medenbach och Dotzheim.
Wiesbaden har tågförbindelser med storstäder som Hamburg, Köln, Stuttgart, Wien, München, Berlin och Leipzig.

### Motorvägar
Viktiga motorvägar som går genom Wiesbadens stadsdelar är A3 och A66 (Autobahn 3 och 66) skär varandra i Wiesbadens korsning. Motorvägarna A643 och A671 går också genom Wiesbaden.

### Flygtrafik
25 kilometer öster om Wiesbaden ligger storflygplatsen Frankfurt Mains flygplats.

## Utbildning
Wiesbaden har inget universitet men däremot flera avdelningar av Hochschule Rhein-Main (yrkeshögskola).
Det närmaste universitetet ligger i grannstaden Mainz.

## Näringsliv
Wiesbaden är en viktig industristad där flera av de tyska storföretagen har sitt säte. Speciellt industriföretag och försäkringsbolag har sina huvudkontor i Wiesbaden. Under de senare åren[när?] har turismen spelat en stor roll i stadens ekonomi. Wiesbaden har över 1 miljon nattgäster per år.
| - CSC - Ferrari - Norwegian Cruise Line - Aareal Bank - Ikano - DBV-Winterthur - Vienna Insurance Group - Nassauische Sparkasse - Bilfinger - Dyckerhoff | - Chemische Fabrik Kalle - SGL Carbon - Henkell & Söhnlein - SV SparkassenVersicherung - R+V Versicherung - Abbott Laboratories - Kion - Federal-Mogul - SCA |

## Sport

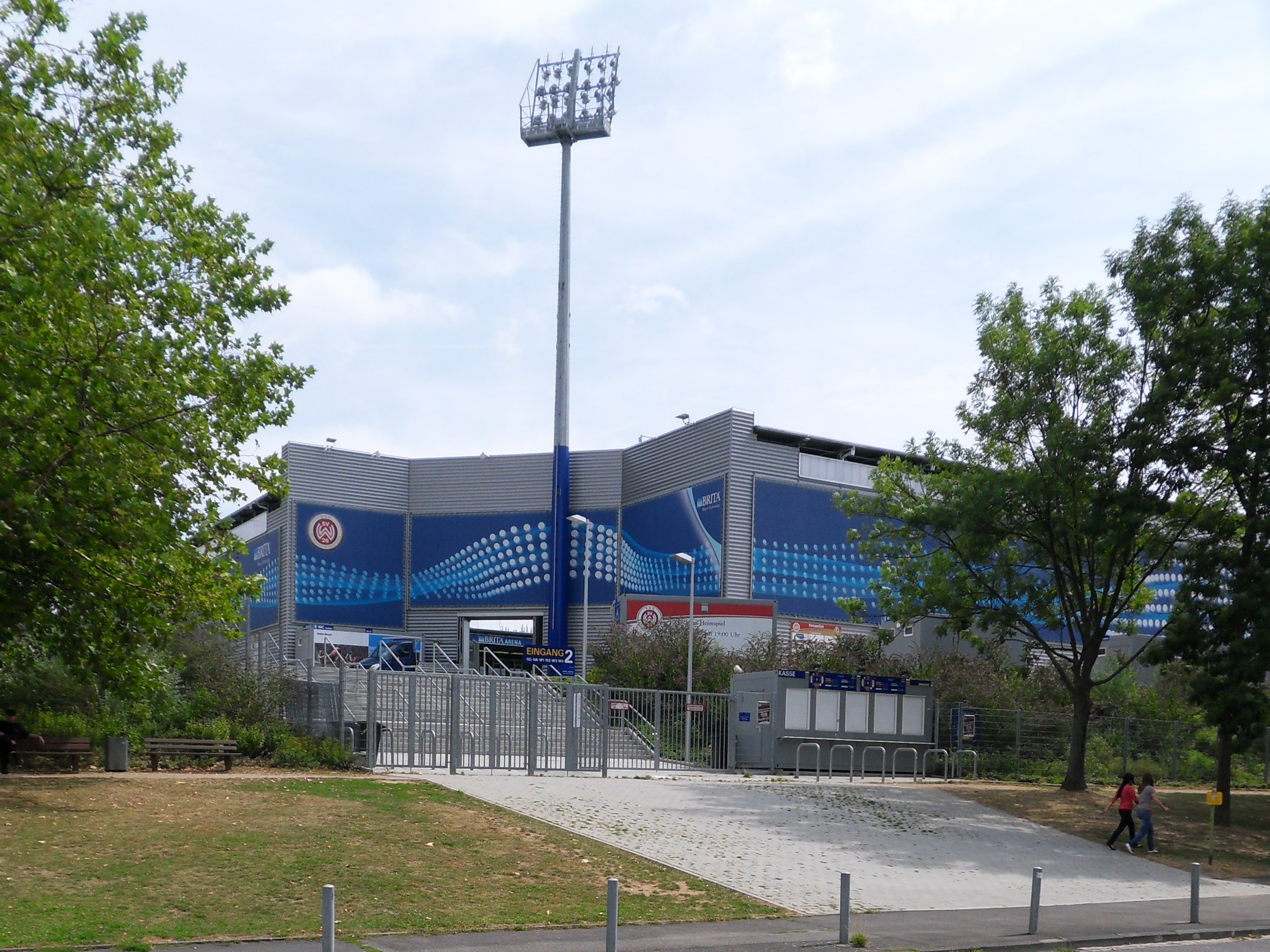
Wiesbadens fotbollsarena (Brita-Arena)

- SV Wehen Wiesbaden, Fotboll (3. Liga)
- SV Wiesbaden, Fotboll (Hessenliga, 5.Fotbolldivision)
- 1. VC Wiesbaden, Volleyboll (1.Volleyballdivision)
- Wiesbaden Phantoms, Amerikansk fotboll (1.Division)

## Vänorter
Wiesbaden har följande vänorter:
- Klagenfurt, Österrike sedan 30 juni 1930
- Montreux, Schweiz sedan 7 oktober 1953
- Friedrichshain-Kreuzberg (Berlin), Tyskland sedan 23 april 1964
- Gent, Belgien sedan 4 september 1969
- Fondettes, Frankrike sedan 11 maj 1975
- Ljubljana, Slovenien sedan 30 mars 1977
- Kfar Saba, Israel sedan 1981
- San Sebastián, Spanien sedan 16 september 1981
- Wrocław, Polen sedan 30 november 1987
- Royal Tunbridge Wells, Storbritannien sedan 22 april 1989
- Görlitz, Tyskland sedan 1 juli 1990
- Ocotal, Nicaragua sedan 16 maj 1990
- Fatih (Istanbul), Turkiet sedan 17 september 2012

## Personer födda i Wiesbaden
Kända personer födda i Wiesbaden:
- Wilhelm Dilthey
- Karl Herxheimer
- John McEnroe
- Nico Rosberg
- Simone Signoret
- Volker Schlöndorff
- Dieter Rams
- Adolphus Busch
- Sofia av Nassau
- Günther Lütjens
- Vilhelm IV av Luxemburg
- Rudolf von Ribbentrop

Andra som har uppehållit sig i Wiesbaden:
- Richard Wagner
- Max Reger
- Priscilla Presley
- Reese Witherspoon
- Peter Carl Fabergé
- Mickey Rourke
- Debby Ryan